# Керівники урядів УНР та Української Держави (1917-1920)
Керівники (Голови) урядів УНР та Української Держави (1917—1920)
| № п/п | Прізвище, Ім'я Та По Батькові      | Назва уряду                                                        | Час перебування на посаді |
| 1.    | Винниченко Володимир Кирилович     | Генеральний Секретаріат Центральної Ради УНР                       | 06.1917 — 30.01.1918      |
| 2.    | Голубович Всеволод Олександрович   | Рада Народних Міністрів УНР                                        | 31:01. — 29:04.1918       |
| 3.    | Василенко Микола Прокопович        | Рада Міністрів Української Держави (Гетьманство П. Скоропадського) | 30:04. — 3:05.1918        |
| 4.    | Лизогуб Федір Андрійович           |                                                                    | 3:05. — 14:11.1918        |
| 5.    | Гербель Сергій Миколайович         |                                                                    | 14:11. — 14:12.1918       |
| 6.    | Чехівський Володимир Мусійович     | Рада Народних Міністрів доби Директорії УНР                        | 26:12.1918 — 13:02.1919   |
| 7.    | Остапенко Сергій Степанович        |                                                                    | 13:02. — 3:04.1919        |
| 8.    | Мартос Борис Миколайович           |                                                                    | 3:04. — 28:08.1919        |
| 9.    | Мазепа Ісаак Прохорович            |                                                                    | 28:08.1919 — 26:05.1920   |
| 10.   | Прокопович В'ячеслав Костянтинович |                                                                    | 26:05. — 22:10.1920       |
| 11.   | Лівицький Андрій Миколайович       |                                                                    | 22:10. — 21:11.1920       |